# دي ويت (نيويورك)
دي ويت (بالإنجليزية: DeWitt, New York)‏ هي بلدة أمريكية تقع في الولايات المتحدة في مقاطعة أونونداغا، نيويورك. يقدر عدد سكانها بـ 25,838 نسمة ومساحتها 87.8 كم2 وترتفع عن سطح البحر 127 متر.